# 黄榜泉
黄榜泉（1966年—），贵州册亨人，布依族，中华人民共和国政治人物、第十一届全国人民代表大会贵州地区代表。
毕业于中央党校党政管理专业。担任贵州省黔西南自治州兴义市副市长、建设局局长。2008年起担任全国人大代表。2018年1月，当选第十三届全国政协委员。